# Foezelolie
Foezelolie is het restant van de alcoholindustrie bij destillatie en bevat de hogere alcoholen. Dit werd gedistilleerd en hieruit werden esters en amylalcohol bereid. Esters werden voor etherische oliën en in de lakindustrie gebruikt, en amylalcohol werd in de zuivelindustrie aangewend bij de bepaling van het vetgehalte van melk.